# Maciej Rybus
Maciej Rybus, född 19 augusti 1989 i Łowicz, är en polsk fotbollsspelare som spelar som vänsterback för Lokomotiv Moskva.
Han gjorde sin debut i Polens seniorlandslag i november 2009 mot Rumänien. I efterföljande match mot Kanada gjorde han sitt första mål. Han var uttagen i Polens trupp vid fotbolls-EM 2012.